# Сани Слоупс (Калифорнија)
Сани Слоупс (енгл. Sunny Slopes) насељено је место без административног статуса у америчкој савезној држави Калифорнија.

## Демографија
По попису из 2010. године број становника је 182.
| Група             | 2000.    | 2010.       |
| Белци             | 0 (0,0%) | 158 (86,8%) |
| Афроамериканци    | 0 (0,0%) | 0 (0,0%)    |
| Азијати           | 0 (0,0%) | 7 (3,8%)    |
| Хиспаноамериканци | 0 (0,0%) | 3 (1,6%)    |
| Укупно            | 0        | 182         |